# 飄香劍雨續集
《飄香劍雨‧續》為古龍偽作。1963年至1965年1月華源出版。因為《飄香劍雨》中途棄筆，導致無結局，所以各個出版社皆請人自行收尾，其中南琪續寫最多，長度甚至長於原本內容，《飄香劍雨》約２本，南琪出版又本書，又稱《飄香劍雨續集》或《飄香劍雨續》，長達４本，而網路上的《飄香劍雨》多使用南琪的《飄香劍雨》與《飄香劍雨‧續》，本書甚至曾被誤為古龍作品《神君別傳》，雖內容上並不差，然終是偽作。而本書主角為《飄香劍雨》的兒子。

## 主要人物
- 阮偉：故事主角，為報仇而踏出江湖。
- 溫儀：五奇之一溫天智的女兒。
- 公孫蘭：「飛龍劍客」公孫求劍的女兒。

## 次要人物
- 呂南人：正義幫幫主。
- 蕭無：天爭教教主。
- 鍾靜：斷了右臂的中年人。鍾潔的父親，深愛妻子凌琳。
- 劍先生：在武林中的神秘，有超人聲望。
- 聾啞虎僧：天竺高僧。
- 公輸羊：五奇之一。
- 蕭三爺：阮偉的外公。輕功，暗器及易容術冠絕天下。
- 溫天智：溫儀的父親，五奇之一南谷溫天智。擅長陣法，行陣土木之學譽滿江湖，腳法天下無雙。
- 鍾潔：鍾靜與凌琳的女兒。
- 龍掌神乞：原名芮鏡元，尊稱五奇之一龍掌神乞。
- 萬妙仙女：天媚教少教主萬妙仙女。
- 阿美娜：西藏烏克倫的少女，自幼就喜歡說漢語。
- 龍僧：天竺高僧，虎僧的師兄。
- 歐陽芝：南北鏢局的小姐。
- 阮萱：阮偉的二妹，最潑辣的妹妹。
- 阮芸：阮偉的三妹，天生靈秀。

## 小說目錄
- 〈前引〉

1. 殘父異母奇家庭
2. 天下第一拾三劍
3. 公子太保十三人
4. 孤子浪跡天涯淚
5. 巧笑倩兮處子心
6. 聾啞一僧天竺來
7. 莽莽風塵江湖行
8. 慨述往事傳絕藝
9. 疑竇重重一劍知
10. 天龍一劍俠士顏
11. 撲朔迷離一少年
12. 丐幫五老石頭陣
13. 義薄雲天相跟隨
14. 奇人奇城奇行徑
15. 天媚媚人豔驚魂
16. 破例傳掌解困厄
17. 千里迢迢走雙騎
18. 一怒出家為紅顏
19. 妾似朝陽又照君
20. 情是何物偏惹恨
21. 道似無情卻有情
22. 終生求劍求無劍
23. 為君跋涉一段情
24. 奇人可遇不可求
25. 玉人何處曾弄簫
26. 自古多情空餘恨
27. 綺羅堆裡埋神劍
28. 江海無情人不見
29. 群豪齊集尋鏢仇
30. 開天闢地十八斧
31. 桂子秋香處處瓢
32. 父子相逢不相識
33. 奇情慘景費猜疑
34. 落魄江湖載酒行
35. 故人重逢解情怨
36. 瓢香劍雨結全書

## 外部連結
- 線上閱讀──龍騰世紀書庫 （页面存档备份，存于）
- 線上閱讀──雲臺書屋 （页面存档备份，存于）